# Amphithéâtre de Trèves
L'amphithéâtre de Trèves était situé en bordure de la ville romaine d'Augusta Treverorum, enfoncé en partie dans la montagne. Construit aux alentours de l'an 100, il reçut des améliorations et un riche décor au cours des siècles suivants. Il est situé à l'extrême ouest de l'Allemagne actuelle, dans la ville de Trèves, colonie romaine importante dans la défense contre les Barbares.
Son arène mesurait 75 mètres de long pour 50 mètres de large, et 25 000 à 30 000 spectateurs pouvaient trouver place dans l'amphithéâtre, ce qui le situait parmi les dix plus grands amphithéâtres romains. Les gradins se constituaient de trois rangées de vingt-quatre rangs de spectateurs. À l'intérieur du mur, 14 petits locaux étaient creusés, vraisemblablement pour les cages des animaux. Sous l'arène, s'étendait un sous-sol où l'on trouvait la machinerie commandant les ascenseurs ainsi que la montée ou la descente des plateaux. Le sous-sol, aujourd'hui dégagé, est accessible.
Les entrées principales nord et sud étaient des portes triomphales à triple passage. Aux IVe et Ve siècles, l'amphithéâtre servit en même temps de porte à la cité du fait que l'entrée nord était située à l'intérieur de la ville, et l'entrée sud à l'extérieur du mur de l'enceinte urbaine. Au Moyen Âge, il servit de carrière. On pouvait voir des combats de gladiateurs ou des combats de prisonniers contre des fauves affamés.
Au XXIe siècle se déroulent dans l'amphithéâtre, entre autres, des concerts et des parties du festival romain Brot und Spiele avec des simulations de batailles de gladiateurs.

## Galerie d'images

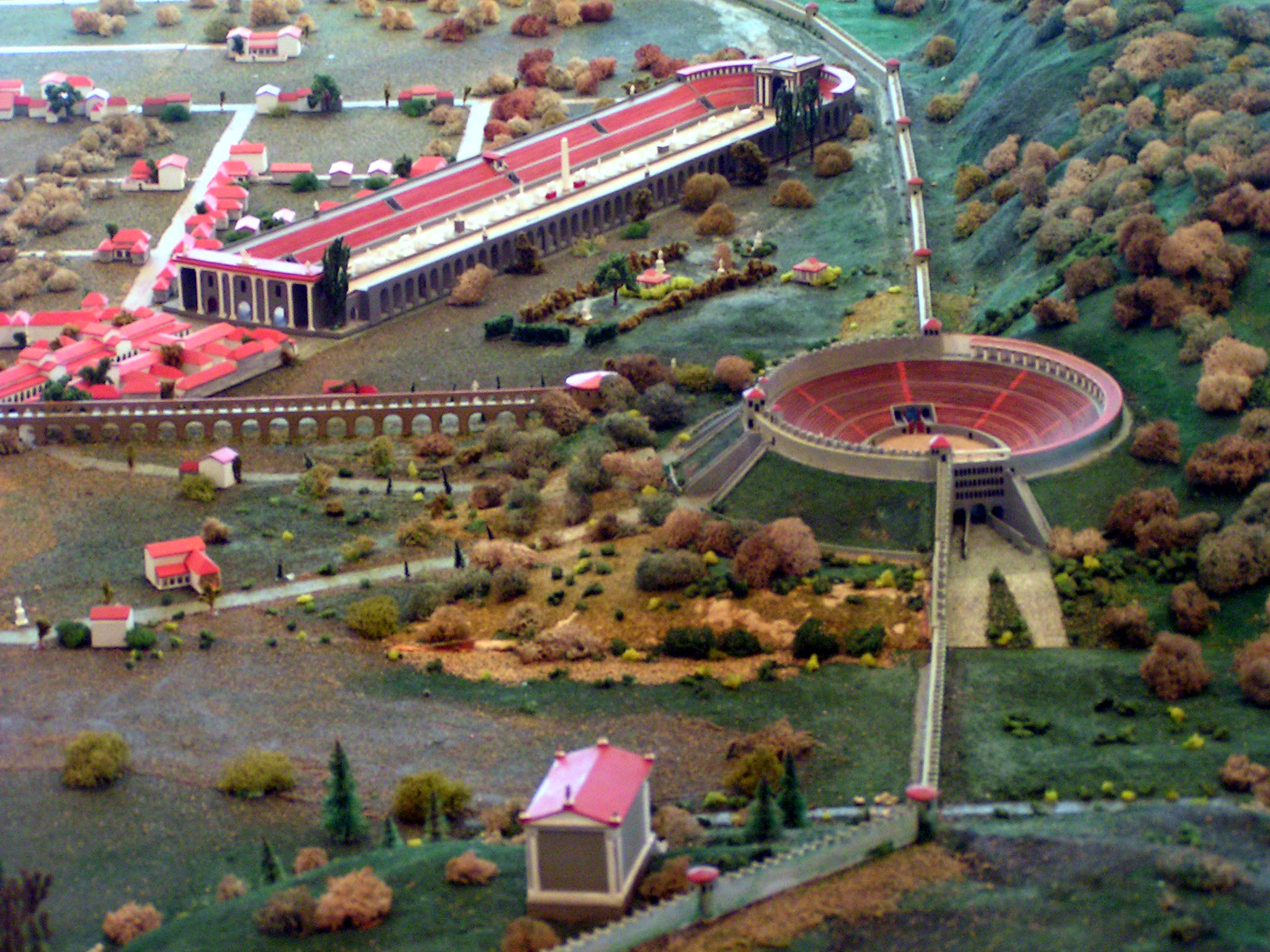
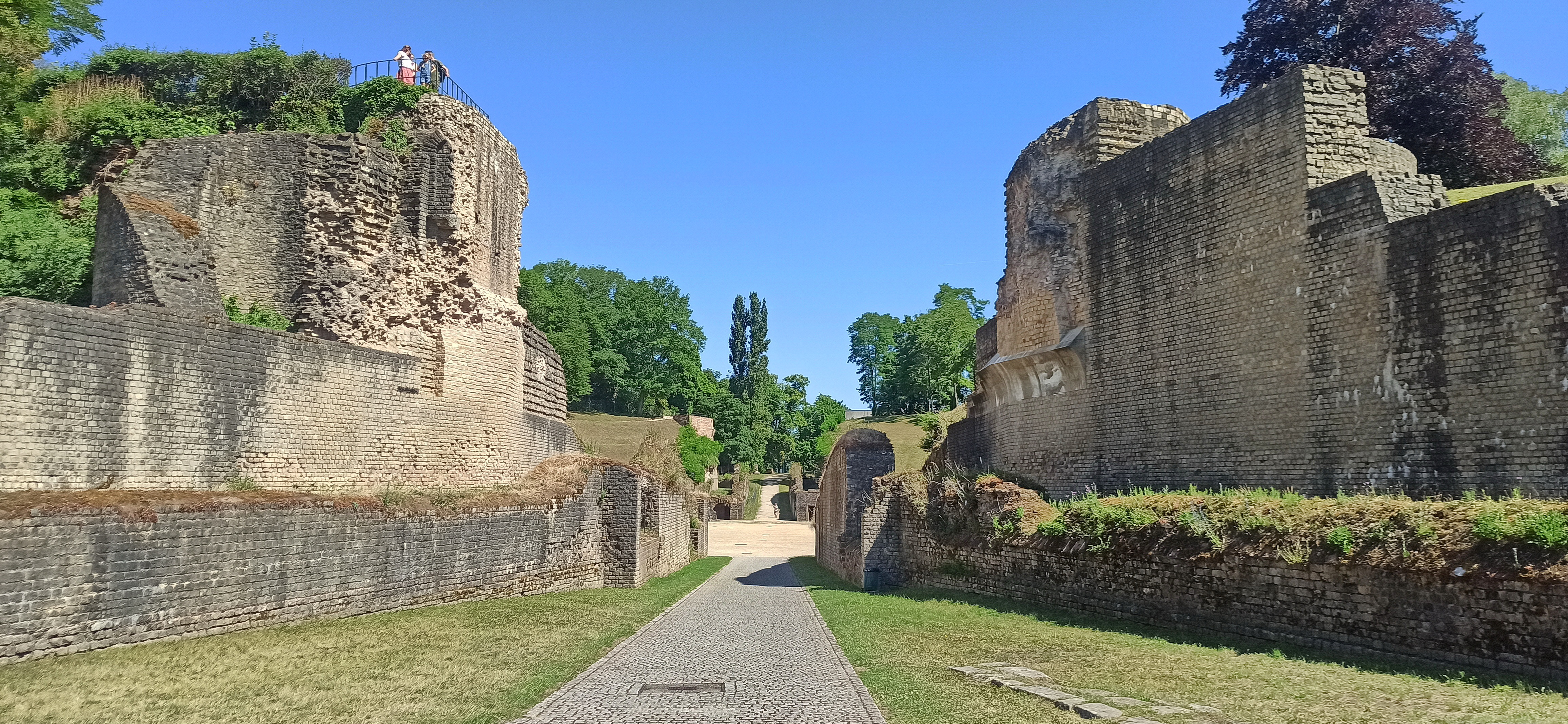
Entrée principale en 2022
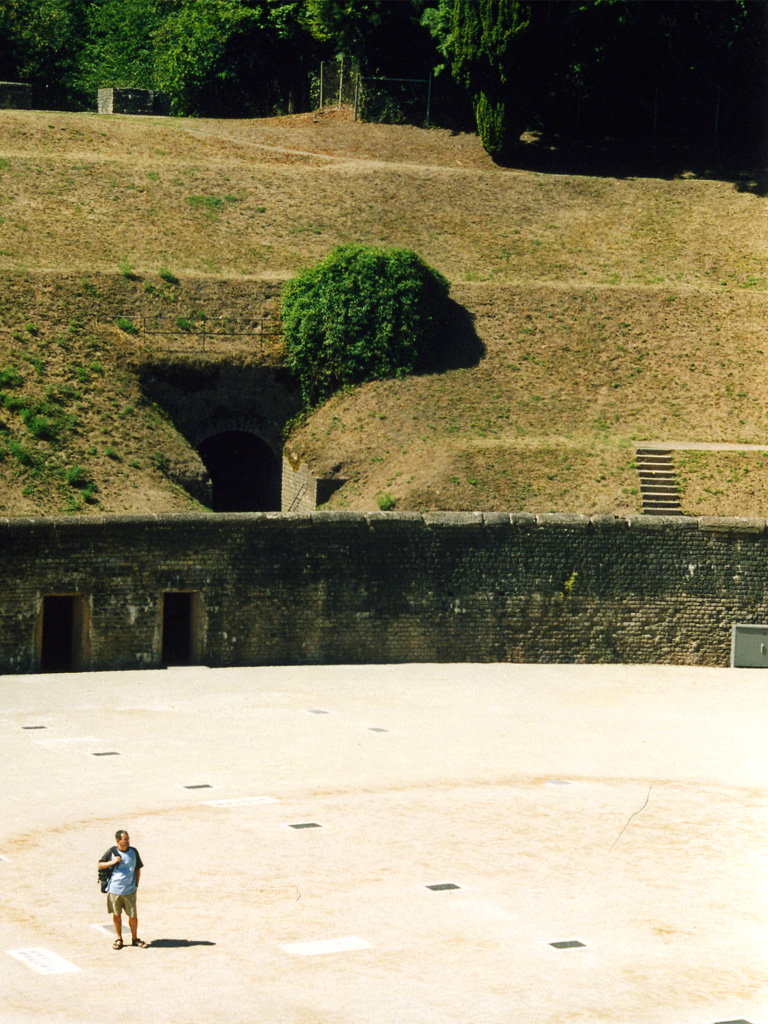
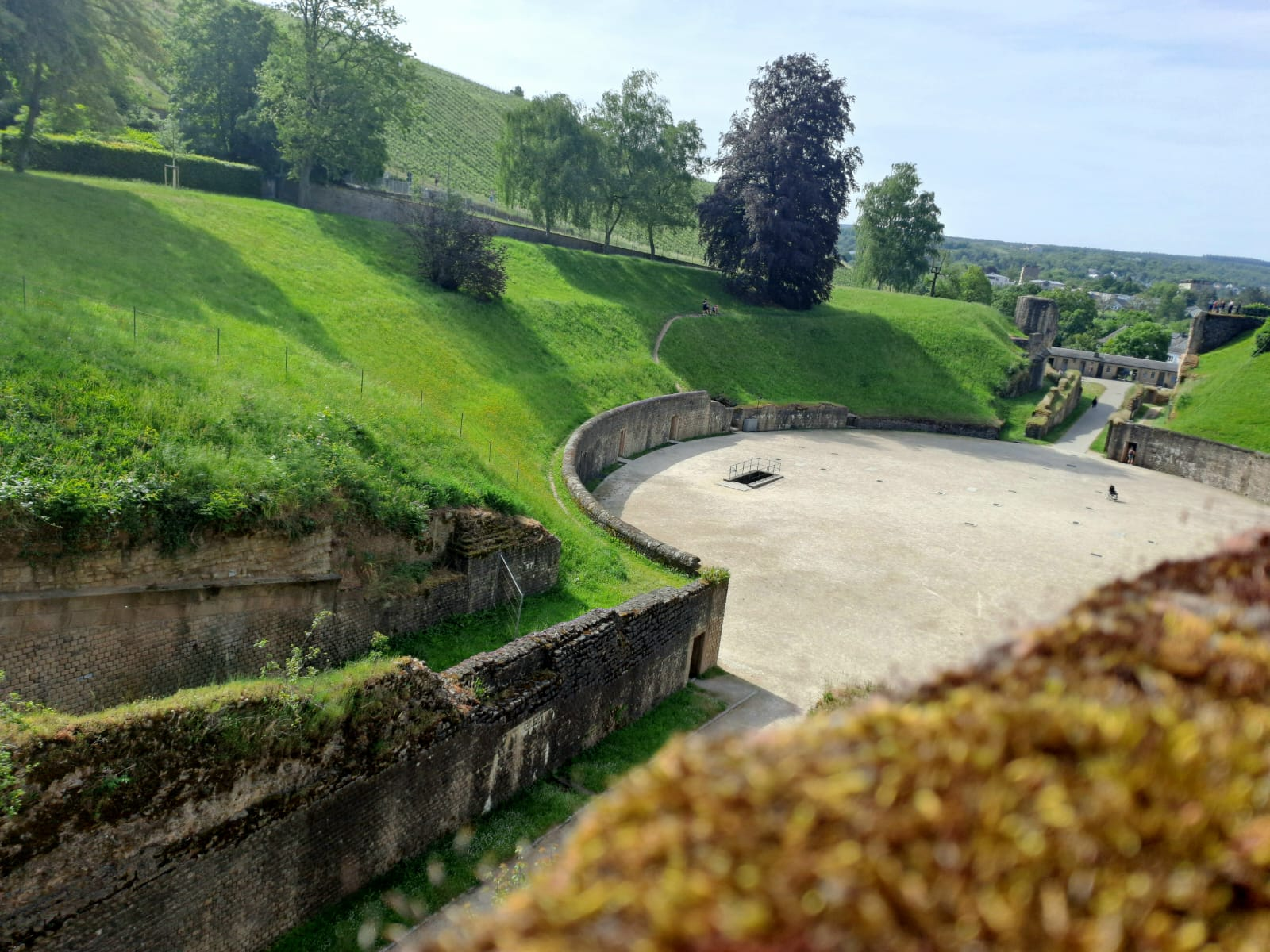
Amphithéâtre